# 市鎮 (玻利維亞)
市镇（西班牙語：municipio）是玻利维亚的第三级行政区划单位，位于省和县之下。有的县份只包括一个市镇，这种情况下市镇与其所属的县份范围相同。市镇的管理机构通过地方选举来产生。

## 管治历史
玻利维亚市镇由一个属于行政职位的市长来管理。在1878至1942年间及1949至1987年间，市长由中央政府任命。地方选举依据1942年的市镇法令而举行，该法令的有效期直至1991年。1985年市镇组织法恢复了市长选举，并设立了属于立法机构的市镇议会。
1994年玻利维亚全境划分为市镇，之前只有在城市区域设立市镇。1994年民众参与法实施后，权力去中心化，玻利维亚的市镇总数从最初的24个（1994年）上升至327个（2005年），2010年8月时则有339个。2005年后的327个市镇里，有187个市镇里原住民占多数。其中184个市镇位于安第斯地区的5个省份，其余则位于聖克魯斯省。新设立的市镇至少需要有10,000名居民，在边境地区的话则至少需要有5,000名居民。